# گروه ان‌ان
گروه ان‌ان (انگلیسی: NN Group) شرکت خدمات مالی هلندی است، که در زمینه ارائه خدمات مدیریت دارایی، بیمه عمر، بانکداری و وام مسکن فعالیت می‌کند.
گروه ان‌ان در سال ۱۹۶۳ از ادغام دو شرکت بیمه و بانکداری تأسیس شد و امروزه بعنوان یکی از بزرگترین شرکت‌های بیمه هلند بشمار می‌آید. دفتر مرکزی این شرکت در شهر لاهه، هلند قرار دارد.